# Marcel Bich
Marcel Bich (tiếng Pháp: [bik]; Torino, 29 tháng 7 năm 1914 - Paris, 30 tháng 5 năm 1994) là nhà sản xuất và đồng sáng lập của Bic, nhà sản xuất bút bi hàng đầu thế giới.

## Tuổi thơ
Bich được sinh ra tại Torino, Ý vào ngày 29 tháng 7 năm 1914 với cha mẹ là Aimé-Mario (1882-1955) và Marie Muffat de Saint-Amour de Chanaz (1886-1967). Gia đình ông chuyển đến Tây Ban Nha và sau đó đến Pháp, nơi Bích được nhập quốc tịch Pháp vào năm 1932  và sau đó học luật tại Đại học Paris.
Họ Bich có nguồn gốc từ Châtillon, và trước đó ở thung lũng Valtournenche, trong Thung lũng Aosta. Vua Carlo Alberto I của Sardena đã phong cho Emmanuel Bich, thị trưởng của Aosta, danh hiệu nam tước vào năm 1841. Cháu trai của người đàn ông đó, cha của Marcel Bich, Aimé-Mario Bich, là một kỹ sư đã chuyển đến Pháp sau khi không đạt được thành công thương mại ở Ý.

## Kinh doanh thành công
Năm 1945, Marcel Bich và cộng sự của ông, Édouard Buffard, đã mua một nhà máy trống ở ngoại ô Paris của Clichy. Sử dụng kiến thức của Bich về buôn bán dụng cụ viết, có được khi làm quản lý sản xuất cho một công ty sản xuất mực, họ bắt đầu sản xuất các bộ phận bút máy và bút chì cơ học.
Năm 1953, Marcel Bich đã mua bằng sáng chế cho bút bi  với giá 2 triệu đô la Mỹ từ László Bíró của Hungary, người đã sản xuất những cây bút như vậy từ năm 1943 ở Argentina.
Công ty được Bich thành lập vẫn tồn tại dưới tên Société Bic Group và được niêm yết trên thị trường chứng khoán Paris và thuộc sở hữu đa số của gia đình ông .